# Sencsou–2
A Sencsou–2 a kínai Sencsou-program második, személyzet nélküli küldetése. Az űrhajót 2001. január 9-én indították. A visszatérő kabinban volt egy majom, egy kutya és egy nyúl, amelyekkel az életfenntartó rendszert tesztelték. A visszatérő kabin az indítás után egy héttel visszatért a Földre, leszállt Belső-Mongóliában, az orbitális kabin még 220 napot maradt a világűrben. A visszatérésről nincsenek képek, lehetséges, hogy sikertelen volt. Az orbitális kabin augusztus 24-én tért vissza.